# Fresneda de Altarejos
Fresneda de Altarejos – gmina w Hiszpanii, w prowincji Cuenca, w Kastylii-La Mancha, o powierzchni 59,6 km². W 2011 roku gmina liczyła 62 mieszkańców.